# 판교장터 양민 학살 사건
판교장터 양민 학살사건은 6.25 전쟁 시기인 1950년 9월 10일 충청남도 서천군 판교면 복대리에 임시로 개설된 장터를 미군 폭격기가 오폭한 사건이다.

## 개요
본래 판교장은 5일장으로 면소재지인 현암리에 개설되어있었으나 폭격을 우려하여 장을 열지 못하게 하자, 옛장터였던 판교면 복대리 가실마을에 사람들이 모였다. 9월 10일 11시경 미군기가 사람이 많이 모인 이곳에 무차별 사격을 가하였다.
당시 서천지역은 북한의 주공라인인 경부축선으로부터 서쪽으로 치우쳐 있었기에 미군이나 한국군이 큰 전투가 없었다. 그러나 미 제5공군의 F-51과 F-80은 도로상에 움직이는 차량과 병력의 파괴에 중요한 역할을 했고 북한군의 병력과 보급품이 촌락지역에 은닉됐다는 판단으로 인근촌락을 공격하였다. 제18전폭단 소속 제67전폭대대의 1950년 9월 10일자 미군의 임무보고서에 10시 55분경 F-51 2대가 이륙하여 임무를 완수하고 12시 50분경에 착륙한 것으로 보고됐다. 이 시간 중 판교 임시시장에서 기총사격을 하며 머문 시간은 11시 30분부터 45분까지 15분간으로 판교리 동쪽으로 이동하던 소속 비행기 두 대가 많은 사람들이 모여 있는 장면을 목격, 기총소사로 100여명을 사살하였다.

## 경과
오폭 피해자의 유족 김애자 등이 신청한 진실규명 신청에 대하여 진실·화해를 위한 과거사정리위원회는 2010년 6월 29일 충청지역 미군 폭격사건 진실규명 및 불능결정서에서 이 사건의 불법성 여부에 대해 비례의 원칙에 따라 민간인 희생이 큰 것으로 진실규명했으며 확인된 희생자는 15명으로 밝히고 미국이 이에 대해 사과나 피해보상 등 적절한 조치를 취하도록 정부가 협상에 나설 것을 권고했다.